# Desmodium oblongum
Desmodium oblongum är en ärtväxtart som beskrevs av George Bentham. Desmodium oblongum ingår i släktet Desmodium och familjen ärtväxter. Inga underarter finns listade i Catalogue of Life.

## Bildgalleri

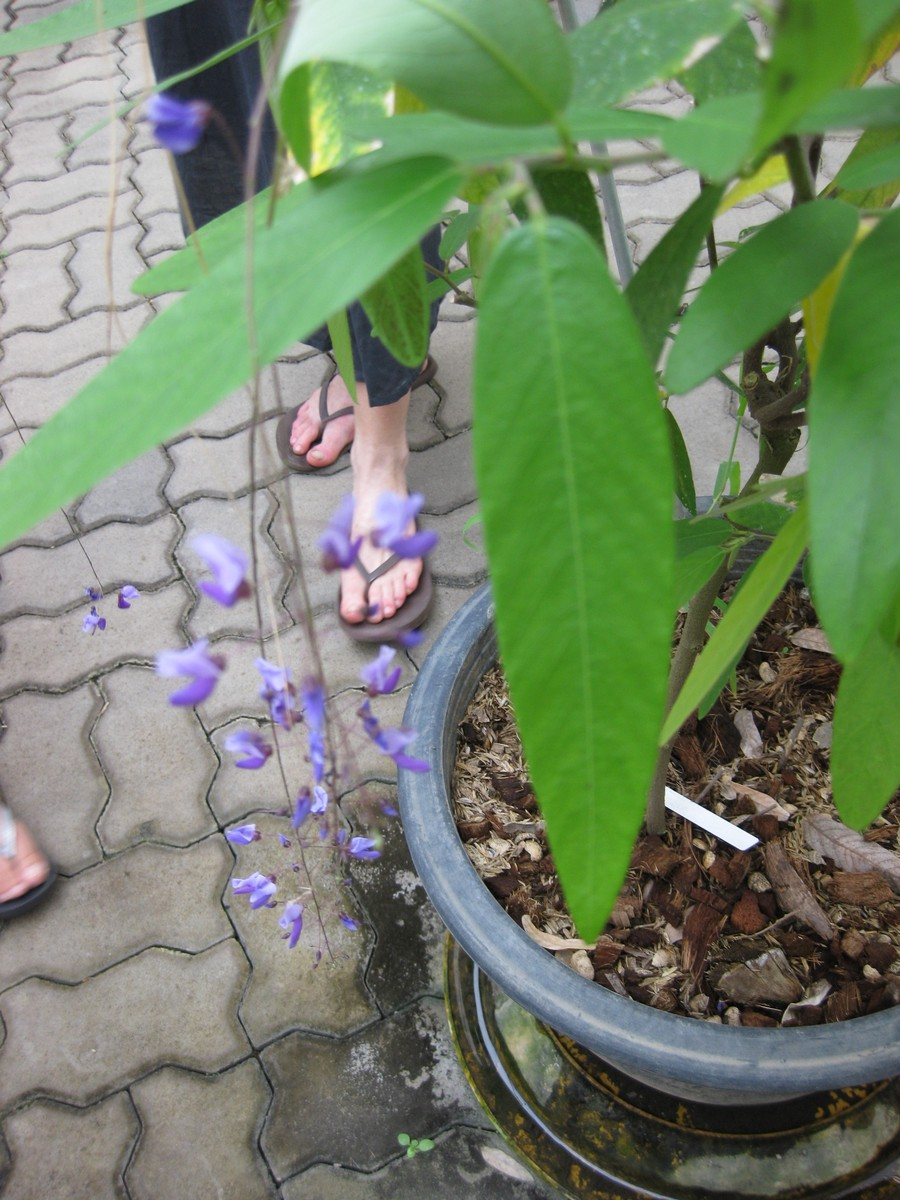
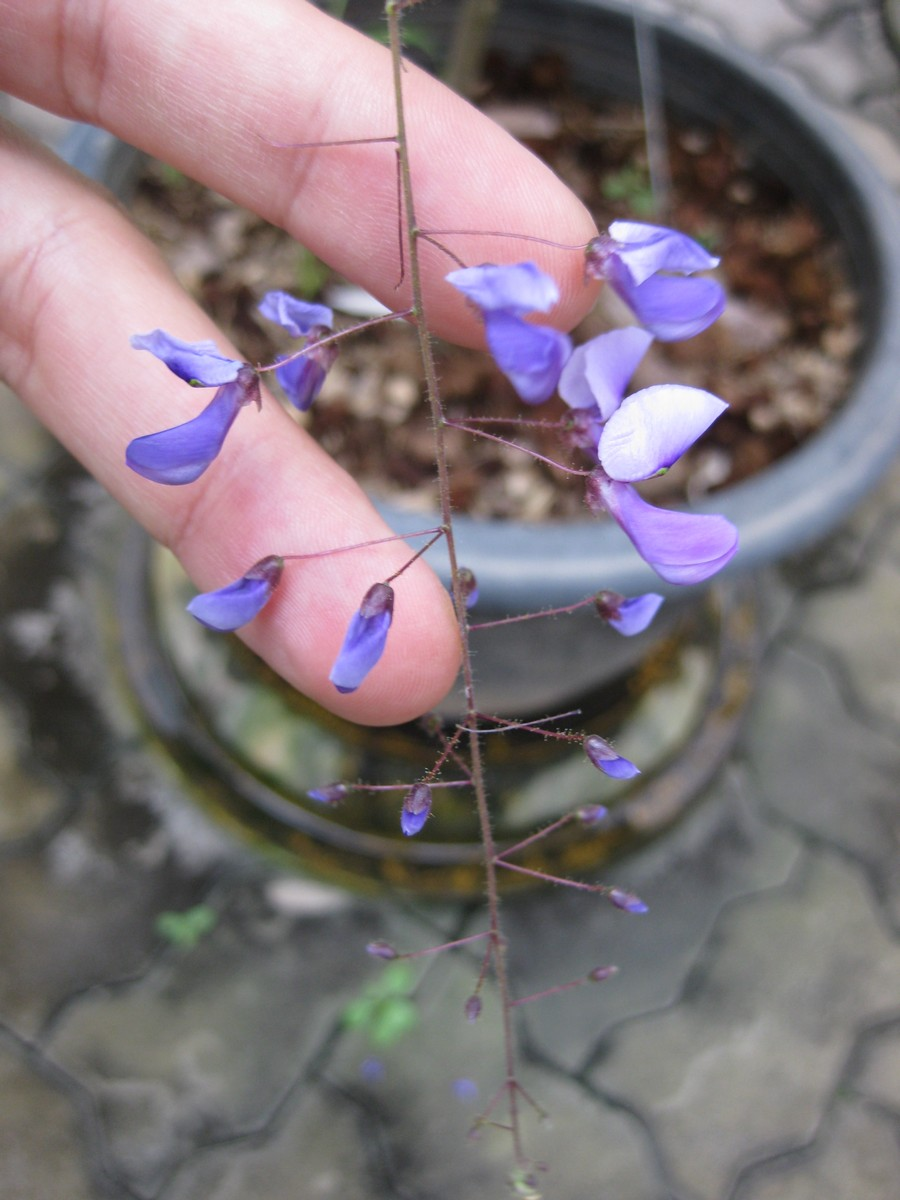
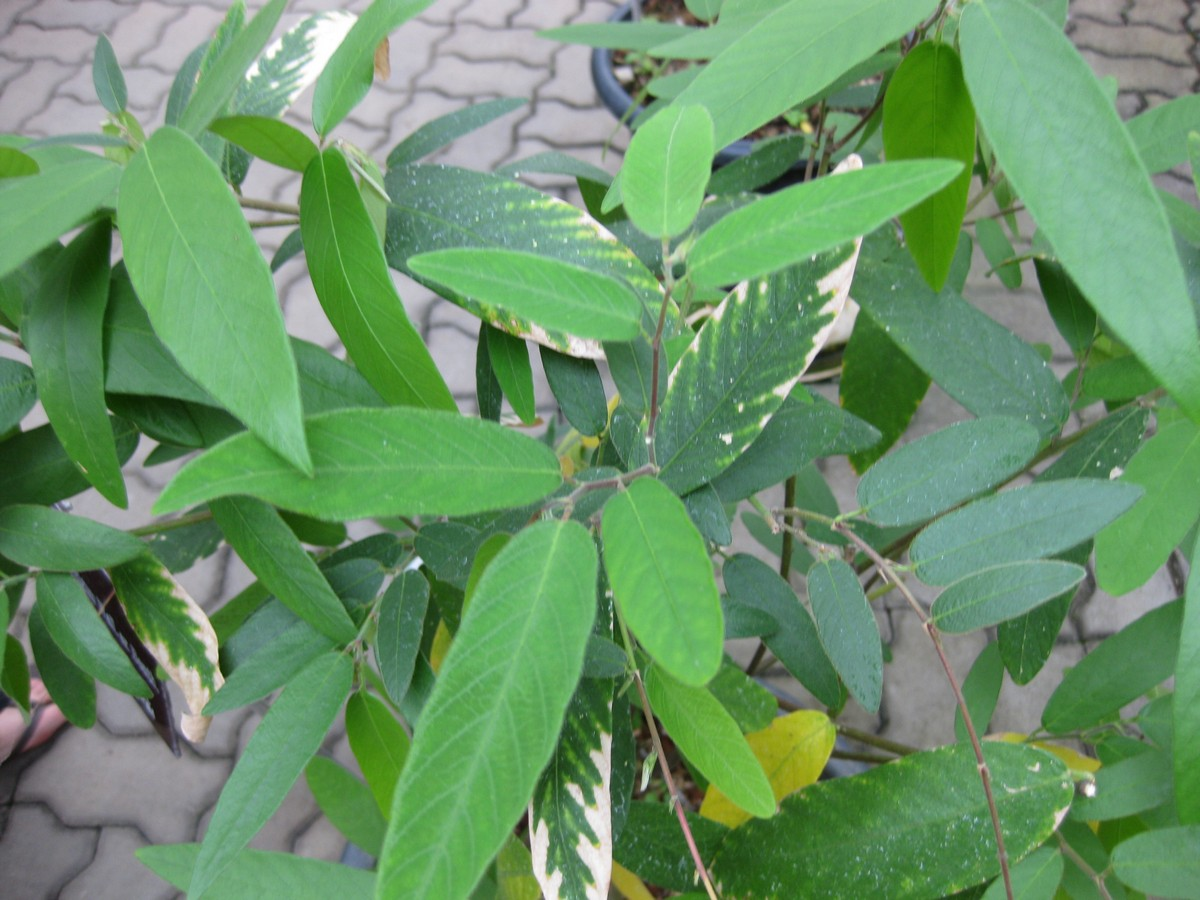
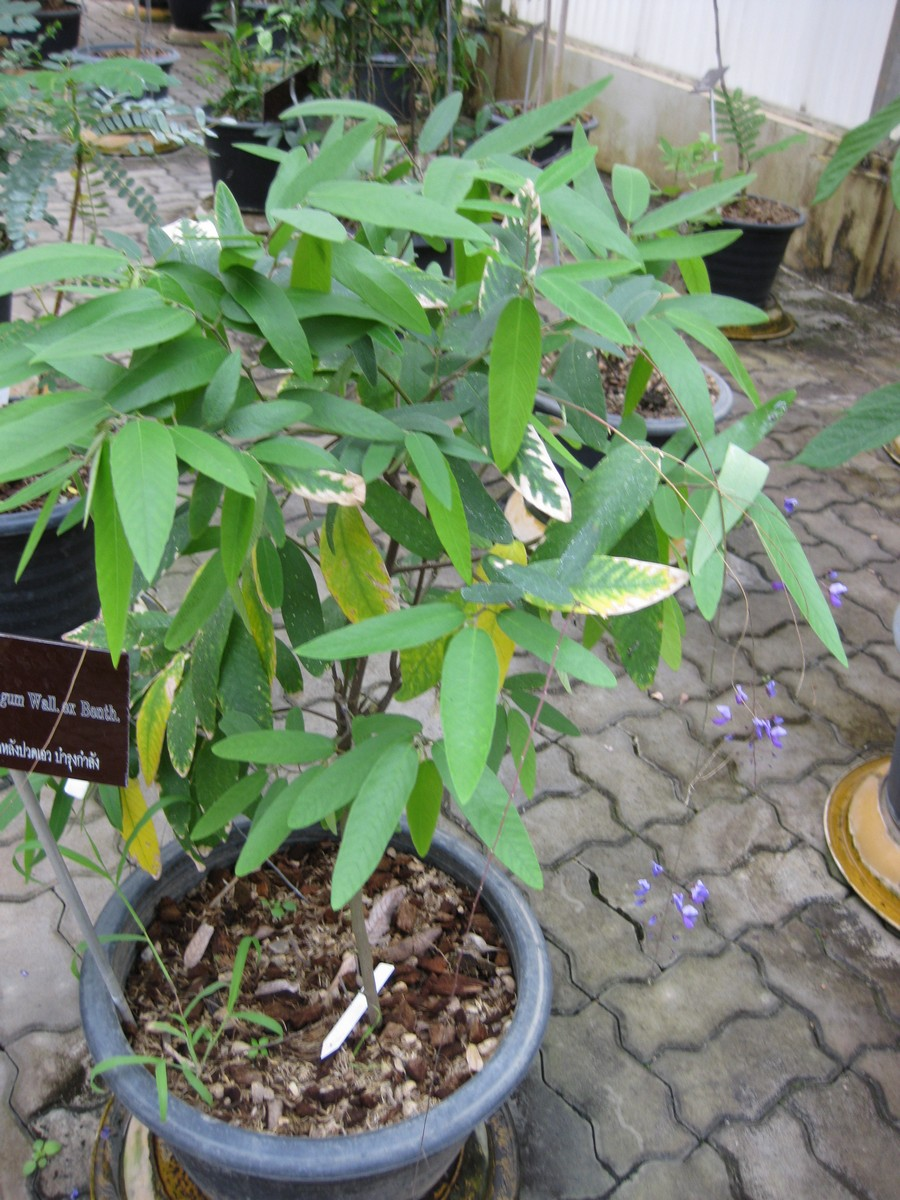